# Hermann Flick
Hermann Flick (Kehl, 22 novembre 1905 – 9 o 19 gennaio 1944) è stato un calciatore tedesco, di ruolo centrocampista.